# Arnaut Catalan
 (avril 2022).
Si vous disposez d'ouvrages ou d'articles de référence ou si vous connaissez des sites web de qualité traitant du thème abordé ici, merci de compléter l'article en donnant les références utiles à sa vérifiabilité et en les liant à la section « Notes et références ».
Arnaut Catalan (fl.…1220-1253...) est un troubadour occitan.

## Biographie
On ne possède aucune vida qui fournisse des indications sur la biographie de ce troubadour. Malgré l'opinion de Milà i Fontanals, il n' était probablement pas catalan; le nom Catalan est très fréquent dans la région de Toulouse. En ce qui concerne la chronologie, dans quatre chansons, il est fait référence à Béatrice de Savoie, qui s'est mariée en 1219 avec Raimond-Bérenger V de Provence. Il semble qu'Arnaut faisait partie de l'entourage du comte: dans une donation du comte en 1241, il y a parmi les témoins un Arnaldus Catalanus qui pourrait être le troubadour. Avec le comte de Provence, il échange quelques couplets un peu grossiers (25,1 = 184,1) : est-ce qu' Arnaut accepterait de mettre en mouvement un bateau de dames qui est en panne de vent, avec un de ses vents (de ses gaz intestinaux) ; Arnaut accepte, car il est toujours au service des dames.
Arnaut aurait voyagé dans diverses cours. Selon le dire du troubadour lui-même (27,6), il aurait voyagé en Lombardie. Il semble aussi probable que le troubadour soit le don Arnaldo qui a soutenu un débat bilingue avec Alphonse X de Castille, en occitan pour le troubadour, en galicien-portugais pour le roi, sur le même sujet des vents pour mettre en mouvement un navire.

## Œuvres
- (27,2)[1],[2] Als entendens de chantar (canso)
- (27,3) Amors, ricx fora s'ieu vis (canso)
- (27,4) Anc per null temps no⋅m donet iai (canso)
- (27,4a) Ben es razos qu'eu retraia (canso)
- (27,4b) Dieus verays, a vos mi ren (canso religieuse)
- (27,6) Lanqan vinc en Lombardia (canso)
- (25,1 = 184,1) Amics n'Arnaut, cent donas d'aut paratge (bien que Pillet i Carstens lui donne le numéro 25 en ne donnant que le nom d'Arnaut, cette poésie doit être attribuée à Arnaut Catalan ; c'est un échange de couplets ou un jeu parti avec Raimond-Bérenger V de Provence).

Senner, ara us vein quer / un don que’m donez, si vos play / Don Arnaldo, pois tal poder / de vent’avedes, ben vos vai (intercanvi avec le roi Alphonse X).
On peut lui attribuer aussi la tenson 110,1 = 459,1 De las serors d'En Guiran entre un Catalan et un certain Vaquier.

### Éditions
- Ferruccio Blasi, Le poesie del trovatore Arnaut Catalan, Florence, 1937